# جمعه صورتی ۲
جمعهٔ صورتی ۲ (انگلیسی: Pink Friday 2) پنجمین آلبوم استودیویی رپر نیکی میناژ است که در ۸ دسامبر ۲۰۲۳ توسط یانگ مانی انترتینمنت و ریپابلیک رکوردز منتشر شد. این آلبوم دنباله‌ای بر نخستین آلبوم میناژ به‌نام جمعه صورتی (۲۰۱۰) و نخستین آلبوم استودیویی او در پنج سال گذشته پس از انتشار ملکه (۲۰۱۸) است. این آلبوم ژانرهای گوناگونی دارد و به موضوعاتی مانند بازتاب زندگی میناژ و سلطه‌گری او در صنعت رپ می‌پردازد. از همکاری‌های این آلبوم می‌توان به جی. کول، لیل وین، دریک، لیل اوزی ورت، فیوچر، فیفتی سنت، مونیکا و کیشیا کول اشاره کرد.
پس از انتشار، جمعهٔ صورتی ۲ به صدر جدول بیلبورد ۲۰۰ ایالات متحده رسید و میناژ را به نخستین رپر زنی تبدیل کرد که سه آلبوم در صدر این جدول دارد. این آلبوم در هفته نخست انتشار ۲۲۸٫۰۰۰ واحد معادل به دست آورد که ۹۲٫۰۰۰ واحد از فروش خالص بود و دارای بیشترین فروش هفتگی وینیل از سوی یک رپر زن در تاریخ بود. در سطح بین‌المللی، این آلبوم در استرالیا، کانادا، هلند، ایرلند، نیوزیلند، نروژ، سوئیس و بریتانیا در بین ده آلبوم برتر جدول قرار گرفت. این آلبوم عموماً نقدهای مثبتی از سوی منتقدان دریافت کرد؛ منتقدان انسجام آن را ستودند، اما احساس کردند که بیش از حد طولانی است و از وابستگی به ترانه‌های سمپل انتقاد کردند.
این آلبوم حاوی ترانه های سمپل از آرتیست هایی مثل ترویس اسکات ، بیلی ایلیش ، سیدنی لاپر ، بلاندی و ریک جیمز بود 